# نقص فوسفات الدم
نقص فوسفات الدم (بالإنجليزية: Hypophosphatemia)‏ هو اضطراب في كهارل الدم حيث يصبح مستوى الفوسفات منخفض بشكل غير طبيعي في الدم. يحدث عندما يصبح مستوى الفوسفات أقل من 2.5 ملغ / ديسيلتر (0.8 مليمول / لتر). يعد الفوسفات هامًا بشكل ملحوظ لمجموعة واسعة من العمليات الخلوية. فهو أحد المكونات الرئيسية للهيكل عظمي، ويوفر القوة المعدنية للعظام. كما أنه جزء لا يتجزأ من الأحماض النووية. وأيضًا ثلاثي أدينوسين الفوسفات ATP يعمل على توفير الطاقة اللازمة لجميع الوظائف الخلوية. لذا فهو بمثابة مُنظِّم في العظام، الدم، والبول.
تعد إضافة وحذف مجموعة فوسفات إلى الإنزيمات والبروتينات هي الآلية لتنظيم نشاطها. ونظرا لاتساع تأثير هذا المعدن، فإن توازن الفوسفات في الدم عملية تنظيمية هامة، وتعد الكلى هي العامل الأساسي لتنظيم الفوسفور.
هناك العديد من الأسباب لنقص الفوسفات في الدم، ولكن الأكثر شيوعًا أنه يحدث عندما يتم إعطاء المرضى الذين يعانون من سوء التغذية (خاصة مدمني المشروبات الكحولية) كميات كبيرة من الكربوهيدرات، مما يؤدي إلى حاجة الخلايا للفوسفات بدرجة كبيرة، فيتم نقله من الدم (متلازمة تحويل التغذية).
هناك أسباب أخرى مثل: الحروق، المجاعات، استخدام مدرات البول. وتشمل السمات السريرية ضعف العضلات، فشل في الجهاز التنفسي، وأمراض القلب. كما يمكن أن تحدث التشنجات والغيبوبة. يكون التشخيص عن طريق قياس تركيز الفوسفات في الدم. ويكون العلاج بمكملات الفوسفات.
يرتبط أحيانًا انخفاض الفوسفات في الدم مع زيادة في الفوسفات في البول، لذا يُستخدم عادة مصطلحي نقص فوسفات الدم و «بيلة فوسفاتية» بالتبادل. لكن يظل ذلك غير صحيح لأنه في الواقع لا ترتبط الأسباب الأكثر شيوعًا لنقص فوسفات الدم مع البيلة الفوسفاتية.

## الأسباب الشائعة لنقص فوسفات الدم
هناك عدة أسباب تؤدي إلى نقص الفوسفات الحاد:
- متلازمة إعادة التغذية - حيث تزيد حاجة الخلايا للفوسفات نتيجة لعمل الهيكسوكيناز، وهو الإنزيم الذي يتولى ربط الفوسفات إلى الجلوكوز للبدء في عملية التمثيل الغذائي للجلوكوز. أيضًا، يقوم بإنتاج جزيئات الـ ATP ليتم تغذية الخلايا وإمدادها بالطاقة.[4]
- القلاء التنفسي - أي حالة قلوية يحدث فيها نقل الفوسفات من الدم إلى الخلايا. وهذا يشمل بشكل شائع: قلومية الجهاز التنفسي (أعلى من درجة الحموضة في الدم نتيجة مستويات ثاني أكسيد الكربون المنخفضة في الدم)، والذي بدوره يتسبب بفرط التنفس (قد تنتج عن الحمى، الألم، القلق، سحب الأدوية فجأة، وغيرها الكثير من الأسباب). تحدث هذه الظاهرة لأنه في القلاء التنفسي يقل ثاني أكسيد الكربون (CO2) خارج الخلايا مما يؤدي إلى خروجه من داخل الخلية إلى خارجها بحرية. هذا الانخفاض في CO2 داخل الخلايا يؤدي إلى ارتفاع درجة الحموضة الخلوية والتي لديها تأثير مُحفِّز على تحلل الجليكوجين. وحيث أن عملية التحلل هذه تتطلب الفوسفات (المنتج النهائي هو أدينوسين ثلاثي الفوسفات) تكون النتيجة هي امتصاص كبير للفوسفات في الأنسجة النشطة في عملية الأيض (مثل العضلات). ومن المثير للاهتمام أن نلاحظ، أن هذا التأثير لا يُرى في القلاء الاستقلابي، لأنه في مثل هذه الحالات سبب القلاء يكون زيادة البيكربونات بدلًا من انخفاض ثاني أكسيد الكربون. والبيكربونات، على عكس ثاني أكسيد الكربون، قليلًا ما تنتشر عبر الغشاء الخلوي، وبالتالي لا يكون هناك سوى تغيير طفيف في درجة الحموضة داخل الخلايا.[5]
- تعاطي الكحول [6]- الكحول يضعف امتصاص الفوسفات. عادة ما يعاني متعاطي الكحول من سوء التغذية فيما يتعلق بالمعادن. وبالإضافة إلى ذلك، يرتبط علاج إدمان الكحول بإعادة التغذية، والإجهاد الناتج عن انسحاب الكحول قد يخلق القلاء التنفسي، مما يؤدي إلى تفاقم نقص فوسفات الدم.[7]
- سوء الامتصاص - وهذا يشمل ضرر الجهاز الهضمي، وأيضا عدم القدرة على امتصاص الفوسفات بسبب نقص فيتامين (د)، أو الاستخدام المزمن للمواد التي ترتبط بالفوسفات وتمنع امتصاصه مثل سوكرالفات، مضادات الحموضة التي تحتوي على الألومنيوم، و (نادرًا) مضادات الحموضة التي تحتوي على الكالسيوم.[8]

بينما يكون نقص فوسفات الدم المزمن عادة نتيجة لانخفاض إعادة امتصاص الفوسفات بواسطة الكلى، وتشمل الأسباب ما يلي:
- زيادة مستويات هرمون الغدة الدرقية، كما في فرط نشاط الغدد جار الدرقية الابتدائي والثانوي
- الاضطرابات الهرمونية الأخرى، مثل متلازمة كوشينغ ونقص نشاط الغدة الدرقية
- نقص فيتامين د
- اضطرابات الكهارل، مثل نقص مغنيسيوم الدم ونقص بوتاسيوم الدم
- التسمم بالثيوفيلين
- استخدام مدر للبول على المدى الطويل.

نقص فوسفات الدم الأساسي هو السبب الأكثر شيوعًا للكساح الغير الغذائي. تشمل النتائج المعملية: انخفاض مستوى الكالسيوم في الدم، وانخفاض متوسط لمستوى الفوسفات في الدم، وارتفاع إنزيم الفوسفاتيز القلوي في الدم، وانخفاض مستويات فيتامين (د)، فرط فوسفاتاز البول، ولكن دون حدوث فرط نشاط الغدد الجاردرقية.
وتشمل الأسباب النادرة الأخرى:
- بعض أنواع السرطان في الدم مثل سرطان الدم أو سرطان الغدد الليمفاوية[11]
- أسباب وراثية
- تليف الكبد[12]
- لين العظام الذي يسببه أورام.[13]

## الفيسيولوجيا المرضية
يحدث نقص فوسفات الدم عن طريق الآليات الثلاث التالية:
- عدم كفاية كمية الفوسفات
- زيادة فقدانه في حالات مثل فرط نشاط الغدد الجاردرقية [14] والكساح
- تحويل الفوسفات من خارج الخلايا إلى داخلها (في علاج الحماض الكيتوني السكري، إعادة التغذية، وزيادة حاجة الخلية للفوسفات على المدى القصير (مثل متلازمة جوع العظام)[15]، والقلاء التنفسي الحاد.

## العلامات والأعراض الرئيسية
- ضعف العضلات - يحدث هذا في العضلات الرئيسية، وقد تظهر على النحو التالي: انخفاض النتاج القلبي، عسر البلع، وصعوبة التنفس بسبب ضعف العضلات التنفسية[16]
- تغيُّر الحالة العقلية - تتراوح من التهيج إلى الارتباك، الهذيان، والغيبوبة.
- اختلال وظيفة خلايا الدم البيضاء، مما يتسبب في تفاقم الالتهابات.[17]
- عدم الاستقرار في أغشية الخلايا نتيجة لمستويات ATP المنخفضة - وهذا قد يسبب انحلال العضلات مع زيادة مستويات إنزيم CPK، وكذلك فقر الدم الانحلالي.
- أعراض الحماض الكيتوني السكري[18]
- حدوث فجوات كبيرة في الأسنان.

## العلاج
يتم علاج مسببات الاضطراب، كما يتم إيقاف أي من الأدوية التي يمكن أن تقلل من مستوى الفوسفات. يمكن أن يساعد شرب الحليب قليل الدسم أو الحليب الخالي من الدسم، حيث أنه غني بالفوسفات.
المحاليل الوريدية من فوسفات البوتاسيوم متاحة وتُستخدم بشكل روتيني في المرضى الذين يعانون من سوء التغذية وتعاطي المشروبات الكحولية، خاصةً إذا وصل مستوى الفوسفات إلى أقل من 1 ملغ / ديسيلتر (<0.32 مليمول / لتر) أو حدثت أعراض نقص فوسفات الدم، وإذا كان العلاج الوريدي غير متاح؛ تُستخدم المكملات عن طريق الفم.
- يجب مراقبة العلاج الوريدي بالفوسفات، ومراقبة مستويات الفوسفور بعد 2-4 ساعات بعد كل جرعة، وأيضًا رصد مستويات البوتاسيوم والكالسيوم والمغنيسيوم. ويُنصح أيضًا بمراقبة القلب.[22]